# الحمراء (يافع)

تعديل مصدري - تعديل

الحمراء هي إحدى قرى عزلة لبعوس بمديرية يافع التابعة لمحافظة لحج، بلغ تعداد سكانها 8 نسمة حسب تعداد اليمن لعام 2004.